# Volta a la Comunitat Valenciana 1985
La Volta a la Comunitat Valenciana 1985, quarantatreesima edizione della corsa, si svolse dal 19 al 24 febbraio su un percorso di 835 km ripartiti in 5 tappe (la terza suddivisa in due semitappe) più un cronoprologo, con partenza a Castellón de la Plana e arrivo a Valencia. Fu vinta dallo spagnolo Jesús Blanco Villar della Teka davanti all'olandese Frits Pirard e all'irlandese Sean Kelly.

## Tappe
| Tappa  | Data        | Percorso                                                          | km  | Vincitore di tappa  | Leader cl. generale |
| ------ | ----------- | ----------------------------------------------------------------- | --- | ------------------- | ------------------- |
| Prol.  | 19 febbraio | Castellón de la Plana > Castellón de la Plana (cron. individuale) | 7,4 | Jesús Blanco Villar |                     |
| 1ª     | 20 febbraio | Castellón de la Plana > Segorbe                                   | 193 | Federico Echave     |                     |
| 2ª     | 21 febbraio | Segorbe > Segorbe                                                 | 171 | Fons De Wolf        |                     |
| 3ª-1ª  | 22 febbraio | Gandia > Gandia                                                   | 190 | Frits Pirard        |                     |
| 3ª-2ª  | 22 febbraio | Jávea > Jávea (cron. individuale)                                 | 35  | Pol Verschuere      |                     |
| 4ª     | 23 febbraio | Jávea > Cocentaina                                                | 179 | Jesús Blanco Villar |                     |
| 5ª     | 24 febbraio | Valencia > Valencia                                               | 60  | Sean Kelly          | Jesús Blanco Villar |
| Totale | Totale      | Totale                                                            | 835 |                     |                     |

## Dettagli delle tappe

### Prologo
- 19 febbraio: Castellón de la Plana > Castellón de la Plana (cron. individuale) – 7,4 km

| Pos. | Corridore           | Squadra  | Tempo |
| ---- | ------------------- | -------- | ----- |
| 1    | Jesús Blanco Villar | Teka     | 9'00" |
| 2    | Julián Gorospe      | Reynolds | a 1"  |
| 3    | Federico Echave     | Teka     | a 4"  |

| Pos. | Corridore | Squadra | Tempo |
| ---- | --------- | ------- | ----- |

### 1ª tappa
- 20 febbraio: Castellón de la Plana > Segorbe – 193 km

| Pos. | Corridore           | Squadra | Tempo    |
| ---- | ------------------- | ------- | -------- |
| 1    | Federico Echave     | Teka    | 5h38'48" |
| 2    | Jesús Blanco Villar | Teka    | s.t.     |
| 3    | Sean Kelly          | Skil    | s.t.     |

| Pos. | Corridore | Squadra | Tempo |
| ---- | --------- | ------- | ----- |

### 2ª tappa
- 21 febbraio: Segorbe > Segorbe – 171 km

| Pos. | Corridore    | Squadra       | Tempo    |
| ---- | ------------ | ------------- | -------- |
| 1    | Fons De Wolf | Fagor         | 4h48'23" |
| 2    | Frits Pirard | Skil          | a 29"    |
| 3    | Greg LeMond  | La Vie Claire | s.t.     |

| Pos. | Corridore | Squadra | Tempo |
| ---- | --------- | ------- | ----- |

### 3ª tappa - 1ª semitappa
- 22 febbraio: Gandia > Gandia – 190 km

| Pos. | Corridore     | Squadra | Tempo    |
| ---- | ------------- | ------- | -------- |
| 1    | Frits Pirard  | Skil    | 2h45'49" |
| 2    | Martin Earley | Fagor   | s.t.     |
| 3    | Sean Kelly    | Skil    | a 31"    |

| Pos. | Corridore | Squadra | Tempo |
| ---- | --------- | ------- | ----- |

### 3ª tappa - 2ª semitappa
- 22 febbraio: Jávea > Jávea (cron. individuale) – 35 km

| Pos. | Corridore      | Squadra | Tempo    |
| ---- | -------------- | ------- | -------- |
| 1    | Pol Verschuere | Fagor   | 1h32'21" |
| 2    | Sean Kelly     | Skil    | a 10"    |
| 3    | Marc Van Geel  | Safir   | s.t.     |

| Pos. | Corridore | Squadra | Tempo |
| ---- | --------- | ------- | ----- |

### 4ª tappa
- 23 febbraio: Jávea > Cocentaina – 179 km

| Pos. | Corridore           | Squadra       | Tempo    |
| ---- | ------------------- | ------------- | -------- |
| 1    | Jesús Blanco Villar | Teka          | 5h17'31" |
| 2    | José Recio Ariza    | Kelme         | a 5"     |
| 3    | Greg LeMond         | La Vie Claire | a 11"    |

| Pos. | Corridore | Squadra | Tempo |
| ---- | --------- | ------- | ----- |

### 5ª tappa
- 24 febbraio: Valencia > Valencia – 60 km

| Pos. | Corridore     | Squadra | Tempo    |
| ---- | ------------- | ------- | -------- |
| 1    | Sean Kelly    | Skil    | 1h26'50" |
| 2    | Marc Van Geel | Safir   | s.t.     |
| 3    | Werner Devos  | Safir   | s.t.     |

| Pos. | Corridore           | Squadra | Tempo     |
| ---- | ------------------- | ------- | --------- |
| 1    | Jesús Blanco Villar | Teka    | 21h17'34" |
| 2    | Frits Pirard        | Skil    | a 1"      |
| 3    | Sean Kelly          | Skil    | a 0"      |

## Classifiche finali

### Classifica generale
| Pos. | Corridore           | Squadra | Tempo     |
| ---- | ------------------- | ------- | --------- |
| 1    | Jesús Blanco Villar | Teka    | 21h17'34" |
| 2    | Frits Pirard        | Skil    | a 1"      |
| 3    | Sean Kelly          | Skil    | a 0"      |